# Chris Terreri
Chris Arnold Terreri (né le 15 novembre 1964 à Providence dans l'État de Rhode Island aux États-Unis) est un joueur professionnel puis entraîneur américain de hockey sur glace. Il évoluait au poste de gardien de but,.

## Biographie

### Carrière en club
Repêché par les Devils du New Jersey au 85e rang lors du repêchage d'entrée dans la LNH 1983, il rejoint les rangs des Friars de Providence College, avec lesquels il dispute quatre saisons. Il commence sa carrière professionnelle en 1986-1987 en jouant dans la Ligue américaine de hockey avec les Mariners du Maine et joue également quelques matchs avec les Devils au cours de cette saison. 
Il obtient un poste permanent avec les Devils en 1989-1990 et lors des saisons suivantes, il partage son poste avec Sean Burke puis Craig Billington. Avec l'arrivée de Martin Brodeur en 1993, il voit sa charge de travail diminuée si bien qu'il est transféré aux Sharks de San José en cours de saison 1995-1996.
Il joue deux saisons avec les Sharks puis une saison et demie avec les Blackhawks de Chicago et retourne avec les Devils en 1998. Il gagne une deuxième Coupe Stanley en 2000 après celle de 1995. En juin 2000, lors du repêchage d'expansion, il est réclamé par le Wild du Minnesota et est échangé le même jour aux Devils. Il commence la saison 2000-2001 avec les Devils mais est échangé en cours de saison aux Islanders de New York. Il se retire après cette saison.
Il rejoint le personnel d'entraîneurs des River Rats d'Albany dans la LAH en étant entraîneur adjoint puis entraîneur des gardiens de but. Il reste neuf saisons avec l'équipe qui était devenue les Devils de Lowell en 2006. En 2010, il est nommé entraîneur des gardiens de but des Devils du New Jersey.

### Carrière internationale
Il a représenté les États-Unis au niveau international. Il a pris part au championnat du monde en 1985, 1986, 1987 et 1997 ainsi qu'aux Jeux olympiques en 1988. Il ne parvient toutefois pas à gagner de médailles avec l'équipe américaine.

## Statistiques
| Saison     | Équipe                | Ligue       |     | Saison régulière | Saison régulière | Saison régulière | Saison régulière | Saison régulière | Saison régulière | Saison régulière | Saison régulière | Saison régulière | Saison régulière |    | Séries éliminatoires | Séries éliminatoires | Séries éliminatoires | Séries éliminatoires | Séries éliminatoires | Séries éliminatoires | Séries éliminatoires | Séries éliminatoires | Séries éliminatoires |
| Saison     | Équipe                | Ligue       | PJ  | V                | D                | Pr/N             | Min              | BC               | Moy              | % Arr            | Bl               | Pun              | PJ               | V  | D                    | Min                  | BC                   | Moy                  | % Arr                | Bl                   | Pun                  |                      |                      |
| 1982-1983  | Providence College    | ECAC        | 11  | 7                | 1                | 0                | 528              | 17               | 1.93             |                  | 2                | 2                | -                | -  | -                    | -                    | -                    | -                    | -                    | -                    | -                    |                      |                      |
| 1983-1984  | Providence College    | ECAC        | 10  | 4                | 2                | 0                | 391              | 20               | 3,07             |                  | 0                | 2                | -                | -  | -                    | -                    | -                    | -                    | -                    | -                    | -                    |                      |                      |
| 1984-1985  | Providence College    | Hockey East | 33  | 15               | 13               | 5                | 1 956            | 116              | 3,35             |                  | 1                | 10               | -                | -  | -                    | -                    | -                    | -                    | -                    | -                    | -                    |                      |                      |
| 1985-1986  | Providence College    | H-East      | 22  | 6                | 16               | 0                | 1 320            | 84               | 3,74             |                  | 0                | 4                | -                | -  | -                    | -                    | -                    | -                    | -                    | -                    | -                    |                      |                      |
| 1986-1987  | Mariners du Maine     | LAH         | 14  | 4                | 8                | 1                | 765              | 57               | 4,47             | 86,6             | 0                | 0                | -                | -  | -                    | -                    | -                    | -                    | -                    | -                    | -                    |                      |                      |
| 1986-1987  | Devils du New Jersey  | LNH         | 7   | 0                | 3                | 1                | 286              | 21               | 4,41             | 87,8             | 0                | 0                | -                | -  | -                    | -                    | -                    | -                    | -                    | -                    | -                    |                      |                      |
| 1987-1988  | Devils d'Utica        | LAH         | 7   | 5                | 1                | 0                | 399              | 18               | 2,71             | 91               | 0                | 0                | -                | -  | -                    | -                    | -                    | -                    | -                    | -                    | -                    |                      |                      |
| 1988-1989  | Devils d'Utica        | LAH         | 39  | 20               | 13               | 3                | 2 314            | 132              | 3,42             | 88,3             | 0                | 6                | 2                | 0  | 1                    | 80                   | 6                    | 4,5                  |                      | 0                    | 0                    |                      |                      |
| 1988-1989  | Devils du New Jersey  | LNH         | 8   | 0                | 4                | 2                | 402              | 18               | 2,69             | 89,3             | 0                | 2                | -                | -  | -                    | -                    | -                    | -                    | -                    | -                    | -                    |                      |                      |
| 1989-1990  | Devils du New Jersey  | LNH         | 35  | 15               | 12               | 3                | 1 931            | 110              | 3,42             | 89               | 0                | 0                | 4                | 2  | 2                    | 238                  | 13                   | 3,28                 | 87,4                 | 0                    | 0                    |                      |                      |
| 1990-1991  | Devils du New Jersey  | LNH         | 53  | 24               | 21               | 7                | 2 970            | 144              | 2,91             | 89,3             | 1                | 2                | 7                | 3  | 4                    | 428                  | 21                   | 2,94                 | 90,3                 | 0                    | 2                    |                      |                      |
| 1991-1992  | Devils du New Jersey  | LNH         | 54  | 22               | 22               | 10               | 3 186            | 169              | 3,18             | 88,8             | 1                | 13               | 7                | 3  | 3                    | 386                  | 23                   | 3,57                 | 88,7                 | 0                    | 0                    |                      |                      |
| 1992-1993  | Devils du New Jersey  | LNH         | 48  | 19               | 21               | 3                | 2 672            | 151              | 3,39             | 88,6             | 2                | 6                | 4                | 1  | 3                    | 219                  | 17                   | 4,66                 | 85,6                 | 0                    | 0                    |                      |                      |
| 1993-1994  | Devils du New Jersey  | LNH         | 44  | 20               | 11               | 4                | 2 340            | 106              | 2,72             | 90,7             | 2                | 4                | 4                | 3  | 0                    | 200                  | 9                    | 2,7                  | 91,9                 | 0                    | 4                    |                      |                      |
| 1994-1995  | Devils du New Jersey  | LNH         | 15  | 3                | 7                | 2                | 734              | 31               | 2,53             | 90               | 0                | 0                | 1                | 0  | 0                    | 8                    | 0                    | 0                    | 100                  | 0                    | 0                    |                      |                      |
| 1995-1996  | Devils du New Jersey  | LNH         | 4   | 3                | 0                | 0                | 210              | 9                | 2,57             | 90,2             | 0                | 0                | -                | -  | -                    | -                    | -                    | -                    | -                    | -                    | -                    |                      |                      |
| 1995-1996  | Sharks de San José    | LNH         | 46  | 13               | 29               | 1                | 2 516            | 155              | 3,7              | 88,3             | 0                | 4                | -                | -  | -                    | -                    | -                    | -                    | -                    | -                    | -                    |                      |                      |
| 1996-1997  | Sharks de San José    | LNH         | 22  | 6                | 10               | 3                | 1 200            | 55               | 2,75             | 90,1             | 0                | 0                | -                | -  | -                    | -                    | -                    | -                    | -                    | -                    | -                    |                      |                      |
| 1996-1997  | Blackhawks de Chicago | LNH         | 7   | 4                | 1                | 2                | 429              | 19               | 2,66             | 90,1             | 0                | 0                | 2                | 0  | 0                    | 44                   | 3                    | 4,11                 | 89,3                 | 0                    | 2                    |                      |                      |
| 1997-1998  | Ice d'Indianapolis    | LIH         | 3   | 2                | 0                | 1                | 180              | 3                | 1                | 97,2             | 1                | 0                | -                | -  | -                    | -                    | -                    | -                    | -                    | -                    | -                    |                      |                      |
| 1997-1998  | Blackhawks de Chicago | LNH         | 21  | 8                | 10               | 2                | 1 222            | 49               | 2,41             | 90,6             | 2                | 2                | -                | -  | -                    | -                    | -                    | -                    | -                    | -                    | -                    |                      |                      |
| 1998-1999  | Devils du New Jersey  | LNH         | 12  | 8                | 3                | 1                | 726              | 30               | 2,48             | 89,8             | 1                | 0                | -                | -  | -                    | -                    | -                    | -                    | -                    | -                    | -                    |                      |                      |
| 1999-2000  | Devils du New Jersey  | LNH         | 12  | 2                | 9                | 0                | 649              | 37               | 3,42             | 87,6             | 0                | 2                | -                | -  | -                    | -                    | -                    | -                    | -                    | -                    | -                    |                      |                      |
| 2000-2001  | Devils du New Jersey  | LNH         | 10  | 2                | 5                | 1                | 453              | 21               | 2,78             | 87,4             | 0                | 0                | -                | -  | -                    | -                    | -                    | -                    | -                    | -                    | -                    |                      |                      |
| 2000-2001  | Islanders de New York | LNH         | 8   | 2                | 4                | 1                | 443              | 18               | 2,44             | 91,2             | 0                | 2                | -                | -  | -                    | -                    | -                    | -                    | -                    | -                    | -                    |                      |                      |
| 2005-2006  | River Rats d'Albany   | LAH         | 1   | 0                | 1                | 0                | 40               | 4                | 6,05             | 87,1             | 0                | 0                | -                | -  | -                    | -                    | -                    | -                    | -                    | -                    | -                    |                      |                      |
| Totaux LNH | Totaux LNH            | Totaux LNH  | 406 | 151              | 172              | 43               | 10 618           | 1 143            | 3,07             | 89,2             | 9                | 37               | 29               | 12 | 12                   | 1 522                | 86                   | 3,39                 |                      | 0                    | 8                    |                      |                      |

## Récompenses
- 1984-1985 : 
  - nommé dans la première équipe d'étoiles de Hockey East.
  - nommé joueur de l'année de Hockey East.
  - nommé dans la première équipe d'étoiles de la région est de la NCAA.
  - nommé dans l'équipe d'étoiles du tournoi de la NCAA.
  - nommé meilleur joueur du tournoi de la NCAA.
- 1985-1986 : nommé dans la deuxième équipe d'étoiles de la région est de la NCAA.
- 1994-1995 : champion de la Coupe Stanley avec les Devils du New Jersey.
- 1999-2000 : champion de la Coupe Stanley avec les Devils du New Jersey.